# Philip May
Philip John May (Norwich, 19 settembre 1957) è un banchiere britannico; marito di Theresa May, è stato Consorte del Primo ministro del Regno Unito dal 2016 al 2019.

## Biografia

### Primi anni di vita
Philip è nato a Norwich nel Norfolk ed è cresciuto vicino a Liverpool. I suoi genitori erano Robert John May e Joy Miller.
Philip ha studiato al Lincoln College dell'Università di Oxford, laureandosi in storia. È stato presidente della Oxford Union Society nel 1979. In tale veste, ha preso il posto del futuro deputato conservatore Alan Duncan e gli è succeduto il futuro giornalista Michael Crick.

### Occupazione
Ha lavorato in finanza dopo la laurea. A partire dal 2016, è stato assunto dal gruppo finanziario Capital Group Companies come direttore delle relazioni. In precedenza è stato gestore di fondi per Zoete & Bevan e Deutsche Asset Management. Prima di rimuovere la sua pagina LinkedIn nel 2016, May ha dichiarato che i suoi interessi lavorativi erano i fondi pensione e la gestione delle relazioni assicurative.
Dopo che sua moglie Theresa è emersa come unica candidata alla leadership del Partito Conservatore, il suo datore di lavoro ha rilasciato una dichiarazione in cui afferma che il suo attuale lavoro non lo rende responsabile delle decisioni di investimento: "Non è coinvolto né dirige denaro, né è un gestore di portafoglio. Il suo compito è garantire che i clienti siano soddisfatti del servizio e che comprendiamo i loro obiettivi".
May è stato brevemente a capo dell'associazione locale del partito conservatore a Wimbledon prima di concentrarsi solo sulla sua carriera finanziaria.

## Vita privata

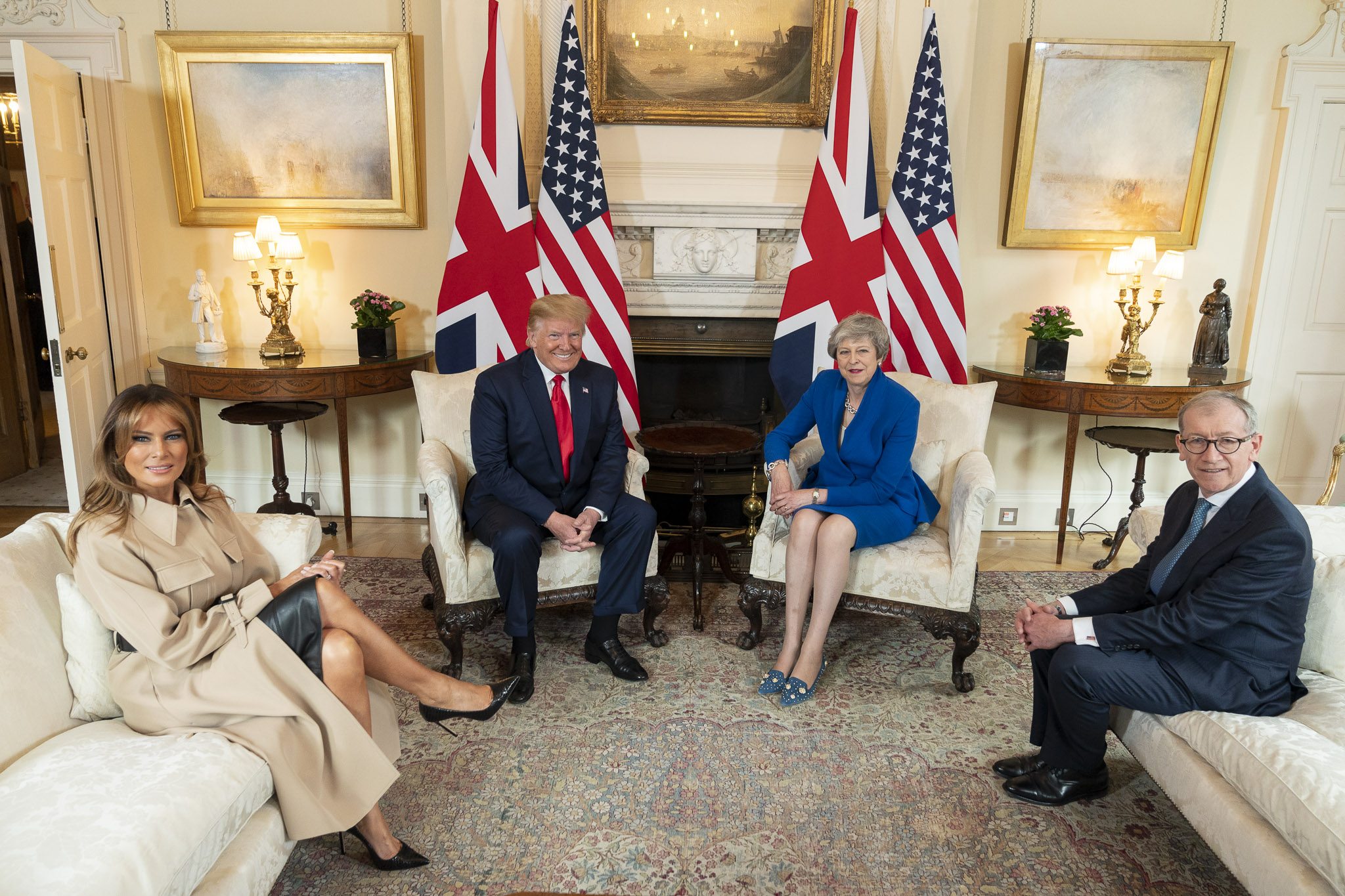
Philip e Theresa May con la coppia presidenziale statunitense Melania e Donald Trump a 10 Downing Street.

May e sua moglie, allora conosciuta come Theresa Brasier, si incontrarono mentre erano studenti dell'Università di Oxford, e furono presentati dal futuro Primo ministro del Pakistan Benazir Bhutto. In seguito si sono sposati il 6 dicembre 1980. La coppia non ha figli.